# ندای قهرمانان
ندای قهرمانان یا فریاد قهرمانان (به چینی: 危城) یک فیلم اکشن و جنایی هنگ کنگی-چینی محصول سال ۲۰۱۶ به نویسندگی، تهیه کنندگی و کارگردانی بنی چان با بازی شان لائو، لوئیس کو، ادی پنگ، یوان کوان، جیانگ شویینگ و وو جینگ است.
فیلمبرداری در ژوئن ۲۰۱۵ آغاز شد. این فیلم در ۱۸ اوت ۲۰۱۶ منتشر شد.

## داستان
در دوران جنگ‌های داخلی چین، وقتی ارتش تمام نیروی نظامی خود را به خط مقدم فرستاده، یک فرمانده بی رحم به نام کائو به همراه نیروهایش کنار یک روستا اردو می‌زنند. پسر این فرمانده یک معلم و یک کودک و فرد دیگری را بی‌دلیل به قتل می‌رساند و توسط کلانتر دستگیر می‌شود تا فردا صبح به دار آویخته شود. یکی از فرماندهان کائو که از موضوع با خبر شده مردم روستا را تهدید می‌کند که در صورت عدم آزادی پسر فرمانده، همه اهالی روستا را خواهد کشت. مرد ثروتمند روستا و افرادش بالاخره مردم را مجبور می‌کنند تا به آزادی پسر کائو راضی شوند اما این پسر با وجود آزادی قصد دارد تمام اهالی روستا و به خصوص کلانتر را به قتل برساند. در این میان یک جنگجوی از جان گذشته تصمیم می‌گیرد به کمک کلانتر و مردم بی‌گناه روستا برود و…

## بازخوردها
این فیلم در آخر هفته افتتاحیه خود در چین ۱۳٫۶ میلیون دلار فروش داشت. در مجموع ۱۶۷٫۴ میلیون یوان یوان در باکس آفیس چین فروش داشت.
این فیلم نقدهای متفاوت تا مثبتی از منتقدان دریافت کرد و سامو هونگ در سی و ششمین دوره جوایز فیلم هنگ کنگ نامزد بهترین رقص اکشن شد.